# Tiefenbach (Baden-Württemberg)
Tiefenbach település Németországban, azon belül Baden-Württembergben. Lakosainak száma 540 fő (2023. december 31.).

## Népesség
A település népessége az elmúlt években az alábbi módon változott:
| Lakosok száma | 375  | 413  | 438  | 391  | 394  | 490  | 464  | 513  | 528  | 540  |
|               | 1961 | 1967 | 1974 | 1980 | 1986 | 1993 | 1999 | 2005 | 2012 | 2023 |